# México en la Copa Mundial de Fútbol de 2014
La Selección de fútbol de México fue una de las 32 selecciones que participó en la Copa Mundial de Fútbol Brasil 2014, fue la penúltima selección en clasificar al mundial. Esta fue su decimoquinta participación en la fase final de la Copa del Mundo y sexta consecutiva desde el mundial de Estados Unidos 1994.

## Clasificación
México ingresó directamente en la tercera ronda de las eliminatorias por ser una de las 6 selecciones de la Concacaf mejor ubicadas en el ranking mundial FIFA de marzo de 2011. Enmarcado en el grupo B junto a Costa Rica, El Salvador y Guyana terminó en primer lugar de manera invicta y ganado todos sus partidos clasificándose para la Cuarta ronda (Hexagonal final) de las eliminatorias.
Durante el Hexagonal Final, México ofreció un juego deslucido con una vergonzosa actuación, ya que no pudo culminar su participación dentro de las posiciones que otorgaban el pase directo al mundial, quedando relegado al cuarto puesto lo que le significó disputar la repesca intercontinental contra el representante de la OFC. En la antesala de la fecha final, Estados Unidos, Costa Rica y Honduras ya habían asegurado su clasificación al mundial, mientras que México se encontraba en el cuarto lugar con 11 puntos tres más que Panamá en el quinto lugar, ambos aspiraban a llegar a la repesca. A falta de 7 minutos para el final de ambos partidos, Costa Rica le ganaba a México por 2 - 1 en San José, y Panamá hacía lo propio con Estados Unidos 2 - 1 en Ciudad de Panamá con lo que México quedaba eliminado, pero dos goles de Estados Unidos contra Panamá en tiempo de compensación le dieron a la selección mexicana la posibilidad de jugarse la clasificación al mundial en la repesca.
Para su segunda repesca intercontinental (la primera fue en 1961 contra Paraguay previo al mundial de Chile 1962), México solo utilizó jugadores que actuaban en el campeonato local. Comenzó jugando en Ciudad de México, goleando 5 - 1 a Nueva Zelanda; y una semana después volvió a ganar, esta vez en Wellington, por 4 - 2, obteniendo el pasaje a Brasil 2014.
En todo el proceso eliminatorio fueron cuatro los técnicos que dirigieron a la selección. Se comenzó con José Manuel de la Torre despedido luego de perder con Honduras en la fecha 7 del hexagonal final, siendo reemplazado interinamente por un Luis Fernando Tena que solo dirigió un partido, la derrota con Estados Unidos. Luego, para los dos últimos partidos de la eliminatoria, llegó Víctor Manuel Vucetich, que ganó un juego y perdió otro manteniendo a México en el cuarto puesto, pero su trabajo en la dirección técnica tampoco fue convincente. Entonces Miguel Herrera fue llamado para dirigir los partidos de la repesca, cerrando el proceso con dos victorias.

### Tercera ronda
| Equipo      | Pts | PJ | PG | PE | PP | GF | GC | Dif |
| ----------- | --- | -- | -- | -- | -- | -- | -- | --- |
| México      | 18  | 6  | 6  | 0  | 0  | 15 | 2  | 13  |
| Costa Rica  | 10  | 6  | 3  | 1  | 2  | 14 | 5  | 9   |
| El Salvador | 5   | 6  | 1  | 2  | 3  | 8  | 11 | -3  |
| Guyana      | 1   | 6  | 0  | 1  | 5  | 5  | 24 | -19 |

| Fecha                    | Lugar                   |             |                        | Resultado |                        |             |
| ------------------------ | ----------------------- | ----------- | ---------------------- | --------- | ---------------------- | ----------- |
| 8 de junio de 2012       | Ciudad de México        | México      | Bandera de México      | 3:1 (2:0) | Bandera de Guyana      | Guyana      |
| 12 de junio de 2012      | San Salvador            | El Salvador | Bandera de El Salvador | 1:2 (0:0) | Bandera de México      | México      |
| 7 de septiembre de 2012  | San José                | Costa Rica  | Bandera de Costa Rica  | 0:2 (0:1) | Bandera de México      | México      |
| 11 de septiembre de 2012 | Ciudad de México        | México      | Bandera de México      | 1:0 (0:0) | Bandera de Costa Rica  | Costa Rica  |
| 12 de octubre de 2012    | Houston, Estados Unidos | Guyana      | Bandera de Guyana      | 0:5 (0:0) | Bandera de México      | México      |
| 16 de octubre de 2012    | Torreón                 | México      | Bandera de México      | 2:0 (0:0) | Bandera de El Salvador | El Salvador |

### Cuarta ronda (hexagonal final)
| Equipo         | Pts | PJ | PG | PE | PP | GF | GC | Dif |
| -------------- | --- | -- | -- | -- | -- | -- | -- | --- |
| Estados Unidos | 22  | 10 | 7  | 1  | 2  | 15 | 8  | 7   |
| Costa Rica     | 18  | 10 | 5  | 3  | 2  | 13 | 7  | 6   |
| Honduras       | 15  | 10 | 4  | 3  | 3  | 13 | 12 | 1   |
| México         | 11  | 10 | 2  | 5  | 3  | 7  | 9  | -2  |
| Panamá         | 8   | 10 | 1  | 5  | 4  | 10 | 14 | -4  |
| Jamaica        | 5   | 10 | 0  | 5  | 5  | 5  | 13 | -8  |

| Fecha                    | Lugar            |                |                           | Resultado |                           |                |
| ------------------------ | ---------------- | -------------- | ------------------------- | --------- | ------------------------- | -------------- |
| 6 de febrero de 2013     | Ciudad de México | México         | Bandera de México         | 0:0       | Bandera de Jamaica        | Jamaica        |
| 22 de marzo de 2013      | San Pedro Sula   | Honduras       | Bandera de Honduras       | 2:2 (0:1) | Bandera de México         | México         |
| 26 de marzo de 2013      | Ciudad de México | México         | Bandera de México         | 0:0       | Bandera de Estados Unidos | Estados Unidos |
| 4 de junio de 2013       | Kingston         | Jamaica        | Bandera de Jamaica        | 0:1 (0:0) | Bandera de México         | México         |
| 7 de junio de 2013       | Ciudad de Panamá | Panamá         | Bandera de Panamá         | 0:0       | Bandera de México         | México         |
| 11 de junio de 2013      | Ciudad de México | México         | Bandera de México         | 0:0       | Bandera de Costa Rica     | Costa Rica     |
| 6 de septiembre de 2013  | Ciudad de México | México         | Bandera de México         | 1:2 (1:0) | Bandera de Honduras       | Honduras       |
| 10 de septiembre de 2013 | Columbus         | Estados Unidos | Bandera de Estados Unidos | 2:0 (0:0) | Bandera de México         | México         |
| 11 de octubre de 2013    | Ciudad de México | México         | Bandera de México         | 2:1 (1:0) | Bandera de Panamá         | Panamá         |
| 15 de octubre de 2013    | San José         | Costa Rica     | Bandera de Costa Rica     | 2:1 (1:1) | Bandera de México         | México         |

### Repesca intercontinental
| 13 de noviembre de 2013 | México                                                    | 5:1 (2:0) | Nueva Zelanda | Estadio Azteca, Ciudad de México                          |                                                           |
|                         | Aguilar 32' · Jiménez 40' · Peralta 48' 80' · Márquez 84' | Reporte   | James 85'     | Asistencia: 99 832 espectadores Árbitro(s): Viktor Kassai | Asistencia: 99 832 espectadores Árbitro(s): Viktor Kassai |

| 20 de noviembre de 2013 | Nueva Zelanda                 | 2:4 (0:3) | México                         | Westpac Stadium, Wellington                             |                                                         |
|                         | James 80' (pen.) · Fallon 82' | Reporte   | Peralta 14' 29' 33' · Peña 86' | Asistencia: 35 206 espectadores Árbitro(s): Felix Brych | Asistencia: 35 206 espectadores Árbitro(s): Felix Brych |

### Goleadores
| Jugador                   | Goles | PJ |
| ------------------------- | ----- | -- |
| Oribe Peralta             | 10    | 11 |
| Javier Hernández Balcázar | 5     | 16 |
| Raúl Jiménez              | 2     | 7  |
| Carlos Salcido            | 2     | 12 |
| Jesús Zavala              | 2     | 12 |
| Paul Aguilar              | 1     | 3  |
| Rafael Márquez            | 1     | 4  |
| Carlos Peña               | 1     | 5  |
| Aldo de Nigris            | 1     | 6  |
| Ángel Reyna               | 1     | 9  |
| Giovanni Dos Santos       | 1     | 12 |
| Héctor Moreno             | 1     | 12 |
| Andrés Guardado           | 1     | 14 |

## Preparación

### Campamento base
El 8 de diciembre de 2013; luego del sorteo de la fase final del mundial, el gerente de selecciones de México, Antonio Manzanares, anunció que la selección mexicana eligió a la ciudad de Santos como sede de su campamento base durante su participación en la cita mundialista. La elección de esta ciudad se debió principalmente a su buena infraestructura pese a que no se encuentra próxima a las sedes donde el equipo mexicano jugara sus partidos. De esta manera México compartirá la sede del municipio de Santos con la selección de Costa Rica que también eligió la ciudad paulista el día inmediato posterior.
La concentración y el hospedaje de la delegación azteca tuvo lugar en el Hotel Parque Balneário mientras que los entrenamientos de los futbolistas se realizaron en el Centro de Entrenamiento Rei Pelé, propiedad del club Santos, el cual cuenta con tres campos de medidas oficiales además de todas las comodidades que lo hacen uno de los mejores centros de entrenamiento en el mundo.

### Amistosos previos
| 29 de enero de 2014 | México                              | 4:0 (2:0) | Corea del Sur | Alamodome, San Antonio, Estados Unidos                       |                                                              |
|                     | Peralta 37' · Pulido 45'+1' 86' 89' | Reporte   |               | Asistencia: 54 303 espectadores Árbitro(s): Héctor Rodríguez | Asistencia: 54 303 espectadores Árbitro(s): Héctor Rodríguez |

| 5 de marzo de 2014 | México | 0:0     | Nigeria | Georgia Dome, Atlanta, Estados Unidos                      |                                                            |
|                    |        | Reporte |         | Asistencia: 68 212 espectadores Árbitro(s): Wálter Quesada | Asistencia: 68 212 espectadores Árbitro(s): Wálter Quesada |

| 2 de abril de 2014 | Estados Unidos                | 2:2 (2:0) | México                   | Estadio de la Universidad de Phoenix, Glendale, Estados Unidos |                                                            |
|                    | Bradley 15' · Wondolowski 28' | Reporte   | Márquez 49' · Pulido 67' | Asistencia: 59 066 espectadores Árbitro(s): Roberto Moreno     | Asistencia: 59 066 espectadores Árbitro(s): Roberto Moreno |

| 28 de mayo de 2014 | México                     | 3:0 (1:0) | Israel | Estadio Azteca, Ciudad de México, México                  |                                                           |
|                    | Layún 43' 62' · Fabián 85' | Reporte   |        | Asistencia: 80 000 espectadores Árbitro(s): Elmer Bonilla | Asistencia: 80 000 espectadores Árbitro(s): Elmer Bonilla |

| 31 de mayo de 2014 | México                                   | 3:1 (1:0) | Ecuador         | AT&T Stadium, Arlington, Estados Unidos                |                                                        |
|                    | Montes 33' · Fabián 69' · dos Santos 76' | Reporte   | E. Valencia 80' | Asistencia: 84 876 espectadores Árbitro(s): John Pittí | Asistencia: 84 876 espectadores Árbitro(s): John Pittí |

| 3 de junio de 2014 | México | 0:1 (0:1) | Bosnia-Herzegovina | Soldier Field, Chicago, Estados Unidos                  |                                                         |
|                    |        | Reporte   | Hajrović 41'       | Asistencia: 60 707 espectadores Árbitro(s): Óscar Reyna | Asistencia: 60 707 espectadores Árbitro(s): Óscar Reyna |

| 6 de junio de 2014 | México | 0:1 (0:0) | Portugal           | Gillette Stadium, Boston, Estados Unidos                  |                                                           |
|                    |        | Reporte   | Bruno Alves 90'+3' | Asistencia: 56 292 espectadores Árbitro(s): Jeffrey Solís | Asistencia: 56 292 espectadores Árbitro(s): Jeffrey Solís |

## Jugadores
Cada selección clasificada al mundial debe enviar a la FIFA una lista con un máximo de 30 jugadores convocados al menos 30 días antes de la hora de inicio del partido inaugural. Luego se deberá reducir la lista a 23 jugadores, que incluirá a tres porteros, y será enviada a la FIFA al menos diez días antes del partido inaugural.

### Lista provisional
Los siguientes jugadores formaron parte de la lista provisional de 30 futbolistas que por reglamento la Federación Mexicana de Fútbol envió a la FIFA, sin embargo Miguel Herrera solo los consideró como reservas ante una posible lesión de los 23 convocados. El mediocampista Juan Carlos Medina fue incluido inicialmente en la lista definitiva de 23 pero debido a una lesión en un tobillo que sufrió durante los entrenamientos con la Selección Mayor tuvo que ser dado de baja y reemplazado por el jugador de reserva Miguel Ángel Ponce. Misma suerte corrió Luis Montes, incluido también en la lista final de 23, que sufrió una fractura de tibia y peroné en un encuentro amistoso frente a Ecuador lo que le costó perderse el mundial y ser reemplazado por el jugador de reserva Javier Aquino.
| Nombre                 | Posición       | Edad | PJ Sel | G | Club          |
| ---------------------- | -------------- | ---- | ------ | - | ------------- |
| Moisés Muñoz           | Portero        | -    | -      | - | América       |
| Miguel Herrera         | Defensa        | -    | -      | - | Pachuca       |
| Juan Carlos Valenzuela | Defensa        | -    | -      | - | América       |
| Luis Montes2           | Centrocampista | -    | -      | - | León          |
| Juan Carlos Medina1    | Centrocampista | -    | -      | - | América       |
| Jesús Escoboza         | Centrocampista | -    | -      | - | Santos Laguna |
| Aldo de Nigris         | Delantero      | -    | -      | - | Guadalajara   |

### Lista final
El 9 de mayo del 2014, el entrenador de la selección mexicana, Miguel Herrera, anuncio en conferencia de prensa la lista oficial de los 23 jugadores convocados para asistir al mundial. La numeración que llevarán los jugadores en los dorsales fue revelada el 23 de mayo
| No.                              | Nombre               | Pos.           | Edad | PJ Sel. | Club              |
| -------------------------------- | -------------------- | -------------- | ---- | ------- | ----------------- |
| 1                                | José de Jesús Corona | Guardameta     | 33   | 33      | Cruz Azul         |
| 12                               | Alfredo Talavera     | Guardameta     | 31   | 14      | Toluca            |
| 13                               | Guillermo Ochoa      | Guardameta     | 28   | 61      | Ajaccio           |
|                                  |                      |                |      |         |                   |
| 2                                | Francisco Rodríguez  | Defensa        | 32   | 97      | América           |
| 3                                | Carlos Salcido       | Defensa        | 34   | 122     | Tigres UANL       |
| 4                                | Rafael Márquez       | Defensa        | 35   | 124     | León              |
| 5                                | Diego Reyes          | Defensa        | 21   | 15      | Porto             |
| 7                                | Miguel Layún         | Defensa        | 25   | 17      | América           |
| 15                               | Héctor Moreno        | Defensa        | 26   | 57      | RCD Español       |
| 16                               | Miguel Ángel Ponce1  | Defensa        | 25   | 7       | Toluca            |
| 22                               | Paul Aguilar         | Defensa        | 28   | 32      | América           |
|                                  |                      |                |      |         |                   |
| 6                                | Héctor Herrera       | Centrocampista | 24   | 17      | Porto             |
| 8                                | Marco Fabián         | Centrocampista | 24   | 18      | Cruz Azul         |
| 17                               | Isaác Brizuela       | Centrocampista | 23   | 7       | Toluca            |
| 18                               | Andrés Guardado      | Centrocampista | 27   | 106     | Bayer Leverkusen  |
| 20                               | Javier Aquino2       | Centrocampista | 24   | 23      | Villarreal        |
| 21                               | Carlos Peña          | Centrocampista | 24   | 15      | León              |
| 23                               | José Juan Vázquez    | Centrocampista | 26   | 8       | León              |
|                                  |                      |                |      |         |                   |
| 9                                | Raúl Jiménez         | Delantero      | 23   | 24      | América           |
| 10                               | Giovani dos Santos   | Delantero      | 25   | 78      | Villarreal        |
| 11                               | Alan Pulido          | Delantero      | 23   | 6       | Tigres UANL       |
| 14                               | Javier Hernández     | Delantero      | 26   | 66      | Manchester United |
| 19                               | Oribe Peralta        | Delantero      | 30   | 32      | Santos Laguna     |
|                                  |                      |                |      |         |                   |
| Director técnico: Miguel Herrera |                      |                |      |         |                   |

El 20 de mayo, Juan Carlos Medina, lesionado, fue reemplazado en la lista de 23 por Miguel Ángel Ponce.2
El 31 de mayo, Luis Montes, lesionado, fue reemplazado en la lista de 23 por Javier Aquino.

## Participación

### Grupo A
El sorteo colocó a la selección mexicana en el grupo A, junto con las selecciones nacionales de Brasil, Croacia y Camerún.
| Equipo  | Pts | PJ | PG | PE | PP | GF | GC | Dif |
| ------- | --- | -- | -- | -- | -- | -- | -- | --- |
| Brasil  | 7   | 3  | 2  | 1  | 0  | 7  | 2  | 5   |
| México  | 7   | 3  | 2  | 1  | 0  | 4  | 1  | 3   |
| Croacia | 3   | 3  | 1  | 0  | 2  | 6  | 6  | 0   |
| Camerún | 0   | 3  | 0  | 0  | 3  | 1  | 9  | -8  |

#### México vs. Camerún
En su primer partido del torneo, el seleccionado mexicano debió enfrentarse con el equipo africano correspondiente a Camerún. El equipo buscaba obtener su primera victoria sobre un país africano en Copas del Mundo, pues en Argentina 1978 perdió 3 a 1 contra Túnez, en Alemania 2006 empató a 0 goles contra Angola y en Sudáfrica 2010 empató a 1 gol con el equipo anfitrión.
Al minuto 11, Giovanni dos Santos consiguió una anotación que fue anulada por el árbitro colombiano Wilmar Roldán, debido a un fuera de lugar señalado por el árbitro asistente. En el minuto 30, Giovanni volvió a conseguir una anotación para el conjunto mexicano, pero nuevamente fue anulada por fuera de lugar. En el segundo tiempo, al minuto 61, Giovanni dos Santos intentó un remate al arco de Charles Itandje, quien evitó el gol, pero dejó que el balón rebotara hacia Oribe Peralta, quien anotó el gol que dio la victoria al equipo mexicano. Al finalizar el encuentro, Giovanni dos Santos fue elegido como el jugador del partido.
| 13 de junio de 2014, 13:00 | México      | 1:0 (0:0) | Camerún | Estadio Arena das Dunas, Natal                            |                                                           |
|                            | Peralta 60' | Reporte   |         | Asistencia: 39 216 espectadores Árbitro(s): Wilmar Roldán | Asistencia: 39 216 espectadores Árbitro(s): Wilmar Roldán |

| Amonestado | 57' | Héctor Moreno |

| (8)  | Marco Fabián     | 69'   | Andrés Guardado | (18) |
| (14) | Javier Hernández | 74'   | Oribe Peralta   | (19) |
| (3)  | Carlos Salcido   | 90'+1 | Héctor Herrera  | (6)  |

| Tiros:              | 9   |
| Tiros al arco:      | 5   |
| Faltas:             | 11  |
| Tiros de esquina:   | 2   |
| Fueras de juego:    | 5   |
| Atajadas:           | 5   |
| Posesión del balón: | 58% |

#### Brasil vs. México
El segundo partido del conjunto mexicano fue contra Brasil, el equipo del país anfitrión del torneo. El historial de encuentros entre los dos equipos revelaba un dominio de la selección sudamericana, pues el equipo mexicano había perdido frente a Brasil todos los juegos que había disputado en Copas del mundo, ya que perdió en Brasil 1950 con un marcador de 4 a 0, en Suiza 1954 con marcador de 5 a 0 y en Chile 1962 con marcador de 2 a 0.
| 17 de junio de 2014, 16:00 | Brasil | 0:0     | México | Estadio «Castelão», Fortaleza                            |                                                          |
|                            |        | Reporte |        | Asistencia: 60 342 espectadores Árbitro(s): Cüneyt Çakır | Asistencia: 60 342 espectadores Árbitro(s): Cüneyt Çakır |

| Amonestado | 59' | Paul Aguilar |
| Amonestado | 62' | José Vázquez |

| (14) | Javier Hernández | 74' | Oribe Peralta       | (19) |
| (8)  | Marco Fabián     | 76' | Héctor Herrera      | (6)  |
| (9)  | Raúl Jiménez     | 84' | Giovanni dos Santos | (10) |

| Tiros:              | 13  |
| Tiros al arco:      | 3   |
| Faltas:             | 18  |
| Tiros de esquina:   | 3   |
| Fueras de juego:    | 0   |
| Posesión del balón: | 49% |

#### Croacia vs. México
El tercer partido del equipo mexicano  contra Croacia. Esta es la segunda vez que ambas selecciones se enfrentaron en una Copa Mundial, después de la victoria del equipo mexicano sobre el seleccionado croata en Corea-Japón 2002 con marcador de 1 a 0.
| 23 de junio de 2014, 17:00 | Croacia     | 1:3 (0:0) | México                                     | Estadio Itaipava Arena Pernambuco, Recife                   |                                                             |
|                            | Perišić 86' | Reporte   | Márquez 71' · Guardado 74' · Hernández 81' | Asistencia: 41 212 espectadores Árbitro(s): Ravshan Irmatov | Asistencia: 41 212 espectadores Árbitro(s): Ravshan Irmatov |

### Octavos de final

#### Países Bajos vs. México
| 29 de junio de 2014, 13:00 | Países Bajos                          | 2:1 (0:0) | México         | Estadio «Castelão», Fortaleza                             |                                                           |
|                            | Sneijder 87' · Huntelaar 90+3' (pen.) | Reporte   | Dos Santos 47' | Asistencia: 58 870 espectadores Árbitro(s): Pedro Proença | Asistencia: 58 870 espectadores Árbitro(s): Pedro Proença |

## Estadísticas

### Participación de jugadores
| #  | Pos        | Jugador              | PJ (T/S) | Minutos Jugados | Goles recibidos | Atajos | Tarjetas Amarillas | Doble Tarjeta Amarilla y Roja | Tarjetas Rojas |
| -- | ---------- | -------------------- | -------- | --------------- | --------------- | ------ | ------------------ | ----------------------------- | -------------- |
| 1  | Guardameta | José de Jesús Corona | -        | -               | -               | -      | -                  | -                             | -              |
| 12 | Guardameta | Alfredo Talavera     | -        | -               | -               | -      | -                  | -                             | -              |
| 13 | Guardameta | Guillermo Ochoa      | 4 (4/0)  | 360             | 3               | 8      | -                  | -                             | -              |

| #  | Pos            | Jugador                    | PJ (T/S) | Minutos Jugados | (P) | Asistencias | Tarjetas Amarillas | Doble Tarjeta Amarilla y Roja | Tarjetas Rojas |
| -- | -------------- | -------------------------- | -------- | --------------- | --- | ----------- | ------------------ | ----------------------------- | -------------- |
| 2  | Defensa        | Francisco Javier Rodríguez | 4 (4/0)  | 360             | -   | -           | -                  | -                             | -              |
| 3  | Defensa        | Carlos Salcido             | 2 (1/1)  | 92              | -   | -           | -                  | -                             | -              |
| 4  | Defensa        | Rafael Márquez             | 4 (4/0)  | 360             | 1   | 1           | 2                  | -                             | -              |
| 5  | Defensa        | Diego Reyes                | 1 (0/1)  | 44              | -   | -           | -                  | -                             | -              |
| 6  | Centrocampista | Héctor Herrera             | 4 (4/0)  | 346             | -   | 1           | -                  | -                             | -              |
| 7  | Defensa        | Miguel Layún               | 4 (4/0)  | 360             | -   | -           | -                  | -                             | -              |
| 8  | Centrocampista | Marco Fabián               | 3 (0/3)  | 41              | -   | -           | -                  | -                             | -              |
| 9  | Delantero      | Raúl Jiménez               | 1 (0/1)  | 6               | -   | -           | -                  | -                             | -              |
| 10 | Delantero      | Giovani dos Santos         | 4 (4/0)  | 327             | 1   | -           | -                  | -                             | -              |
| 11 | Delantero      | Alan Pulido                | -        | -               | -   | -           | -                  | -                             | -              |
| 14 | Delantero      | Javier Hernández           | 4 (0/4)  | 75              | 1   | -           | -                  | -                             | -              |
| 15 | Defensa        | Héctor Moreno              | 4 (4/0)  | 306             | -   | -           | 1                  | -                             | -              |
| 16 | Centrocampista | Miguel Ángel Ponce         | -        | -               | -   | -           | -                  | -                             | -              |
| 17 | Centrocampista | Isaac Brizuela             | -        | -               | -   | -           | -                  | -                             | -              |
| 18 | Defensa        | Andrés Guardado            | 4 (4/0)  | 333             | 1   | -           | -                  | -                             | -              |
| 19 | Delantero      | Oribe Peralta              | 4 (4/0)  | 304             | 1   | 1           | -                  | -                             | -              |
| 20 | Centrocampista | Javier Aquino              | 1 (0/1)  | 29              | -   | -           | -                  | -                             | -              |
| 21 | Centrocampista | Carlos Peña                | 1 (0/1)  | 11              | -   | -           | -                  | -                             | -              |
| 22 | Defensa        | Paul Aguilar               | 4 (4/0)  | 360             | -   | -           | 2                  | -                             | -              |
| 23 | Centrocampista | José Juan Vázquez          | 3 (3/0)  | 260             | -   | -           | 2                  | -                             | -              |